# Salado del Sur
Il Salado, Salado del Sur o Salado di Buenos Aires (in italiano chiamato Fiume Salato) è un fiume dell'Argentina.

## Geografia
Il Fiume Salado scorre a nord della Provincia di Buenos Aires; Nasce nel Lago El Chańar al confine con la Provincia di Santa Fe e a 40 s.l.m..
Scorre verso sud-est per circa 640 km prima di finire nella Baia di Samborombón a sua volta parte dell'estuario del Río de la Plata nell'Oceano Atlantico. La foce del fiume si trova a circa 170 km a sud della città di Buenos Aires.

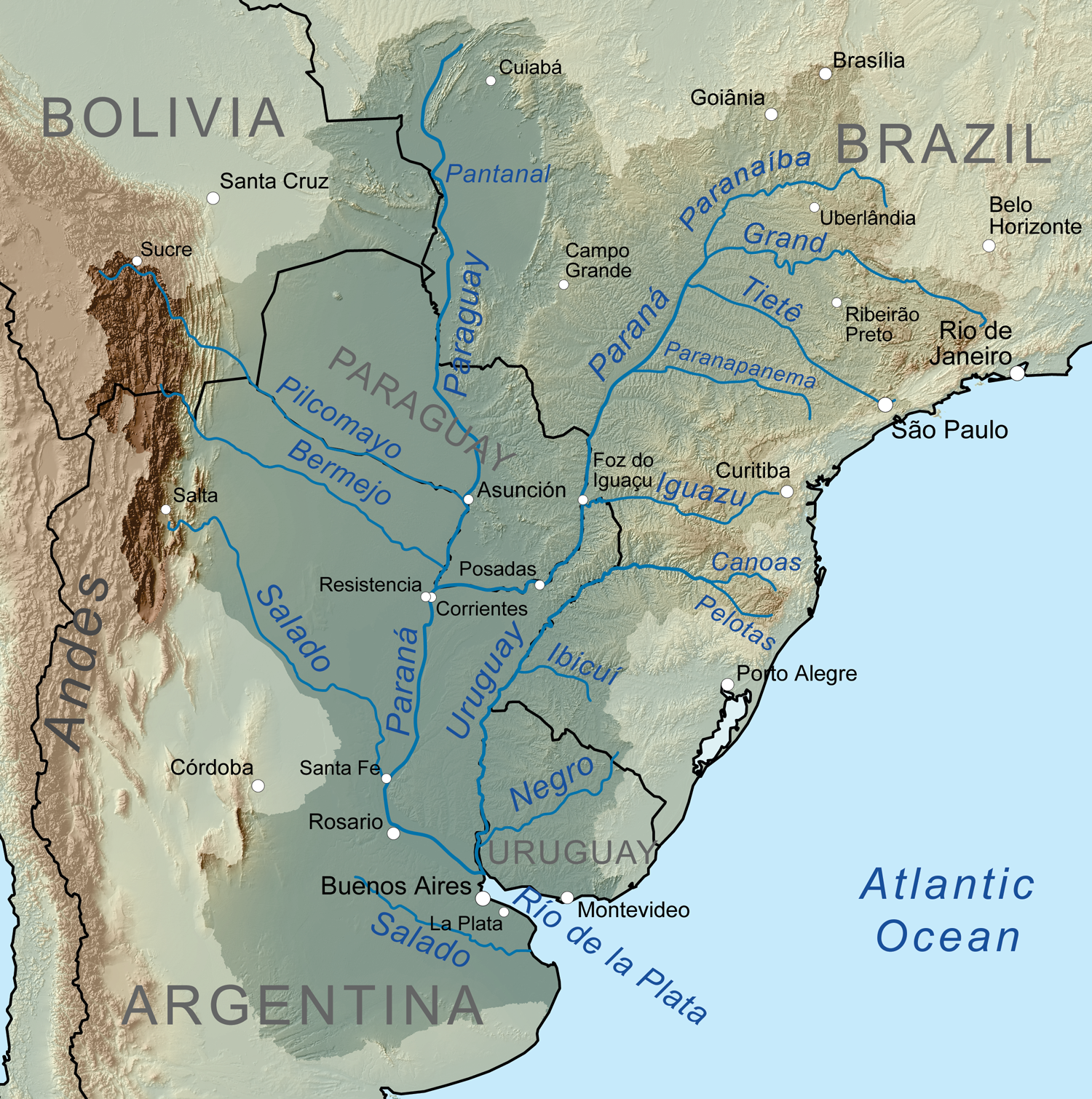
Mappa che mostra il percorso del fiume Salado del Sur fino alla foce sotto il rio de la Plata. Notare l'omonimo fiume che sfocia nel rio Paraná a nord, presso la città di Santa Fe.

Il suo bacino idrografico copre 170.000 km² il che rappresenta più della metà della provincia in cui scorre; la regione riceve circa 2000 mm di piogge l'anno il che causa spesso delle esondazioni del fiume in questione.
Il Fiume Salado scorre lungo le città di Junín, Roque Pérez e General Belgrano. Una serie di canalizzazioni nel basso corso del fiume ha inoltre migliorato il drenaggio dei suoi 88 m³/s, dato che nell'area in questione vive circa un milione di abitanti.

## Curiosità
- Nel XIX secolo, prima della conquista del deserto, il Fiume Salado segnava i confini tra le terre in mano ai colonizzatori spagnoli e quelle sotto il controllo delle popolazioni indigene.